# ييبي سيمونسين
ييبي سيمونسين (بالدنماركية: Jeppe Simonsen) هو لاعب كرة قدم دنماركي في مركز الهجوم، ولد في 21 نوفمبر 1995 في كولدنغ في الدنمارك. شارك مع منتخب الدنمارك تحت 19 سنة لكرة القدم ومنتخب الدنمارك تحت 21 سنة لكرة القدم. أما مع النوادي، فقد لعب مع نادي سوندرييسكه.

## وصلات خارجية
- ييبي سيمونسين على موقع قاعدة بيانات كرة القدم.إي يو (الإنجليزية)
- ييبي سيمونسين على موقع ناشيونال فوتبول تيمز (الإنجليزية)
- ييبي سيمونسين على موقع Soccerway.com (الإنجليزية)